# Броненосец «Потёмкин» (фильм)
«Бронено́сец „Потёмкин“» — немой исторический художественный фильм, снятый режиссёром Сергеем Эйзенштейном на первой кинофабрике «Госкино» в 1925 году. Неоднократно в разные годы признавался лучшим или одним из лучших фильмов всех времён и народов по итогам опросов критиков, кинорежиссёров и публики.

## Сюжет
Июнь 1905 года, Российская империя. Матросы одного из броненосцев Черноморского флота, стоящего на рейде Одессы, взбунтовались из-за того, что их пытались накормить червивым мясом. Зачинщики бунта приговариваются к расстрелу. Однако во время исполнения казни остальные матросы бросаются им на выручку. Офицеров корабля выбрасывают за борт, но вдохновитель восстания матрос Вакуленчук гибнет в схватке.
Население Одессы стекается на похороны Вакуленчука и поддерживает команду революционного корабля. Вызванные правительственные войска безжалостно расстреливают мирных жителей на знаменитой одесской лестнице. На подавление восстания направляется Черноморская эскадра, но матросы отказываются стрелять по восставшим, и броненосец «Потёмкин» проходит через строй кораблей.
В финале третьего акта фильма на мачте броненосца развевается поднятый восставшими красный флаг. Заканчивается картина кадром, на котором броненосец будто бы «выплывает из фильма» в зал.

## В ролях
- Александр Антонов — Вакуленчук
- Владимир Барский — командир Голиков
- Григорий Александров — лейтенант Гиляровский
- Иван Бобров — юный матрос
- Михаил Гоморов — матрос
- Александр Левшин — офицер
- Нина Полтавцева — женщина в пенсне
- Владимир Уральский — матрос
- Андрей Файт — наборщик
- Сергей Эйзенштейн — одессит
- Константин Фельдман — заговорщик-меньшевик
- Аба Глауберман — раненный мальчик на лестнице (эпизод)
- Беатрис Ветольди — женщина с коляской
- Иона Бий-Бродский — студент

### В эпизодах
- Ариадна Пекаторос — в титрах нет (сцена расстрела на Потёмкинской лестнице)[6]

## История создания
К 20-летию первой русской революции юбилейная комиссия ВЦИКа приняла решение о постановке ряда спектаклей, посвящённых революционным событиям 1905 года. Кроме того, в рамках празднований предполагалась «большая фильма, показанная в особых рамках, с ораторским вступлением, музыкальными (сольными и оркестровыми) и драматическими сопровождениями, по специально написанному тексту». Сценарий предложили написать Нине Агаджановой, постановку картины поручили 27-летнему Сергею Эйзенштейну.
По сценарию фильм должен был осветить целый ряд эпизодов, связанных с революцией 1905 года: русско-японскую войну, резню армян, революционные события в Санкт-Петербурге, бои в Москве. Съёмки предполагалось вести в целом ряде городов СССР.
Эйзенштейн начал со съёмок в Ленинграде и успел снять эпизод железнодорожной забастовки, конку, ночной город и разгон демонстрации на Садовой улице. Дальнейшим съёмкам помешало ухудшение погоды: начались постоянные туманы. При этом режиссёр был поставлен в жёсткие временные рамки: фильм требовалось закончить к концу года, тогда как сценарий был утверждён лишь 4 июня. Объективно оценив ситуацию, Эйзенштейн принял решение ограничиться лишь одним из эпизодов сценария — восстанием на броненосце «Потёмкин», который занимал всего несколько страниц (41 кадр).
Фильм снимался на местах исторических событий в Одессе, которая тогда была одним из центров кинопроизводства. Броненосец «Князь Потёмкин-Таврический» готовился к утилизации и находился в неудовлетворительном состоянии. Вместо него в фильме снимался находившийся в Одесском порту броненосец «Двенадцать апостолов». К этому времени он был превращён в склад плавучих мин, что затрудняло съёмки. Сцены, происходившие во внутренних помещениях, были сняты на крейсере «Коминтерн». По ходу съёмок возникали эпизоды, не предусмотренные ни сценарием Агаджановой, ни сценарными набросками самого Эйзенштейна, как, например, сцена шторма, с которой начинается фильм.
Первый показ «Броненосца „Потёмкин“» состоялся 21 декабря 1925 года на торжественном заседании в Большом театре, посвящённом юбилею революции 1905 года.
По сюжету фильма восставшие поднимают над броненосцем красный флаг. Однако при существовавших тогда возможностях красный флаг в чёрно-белой передаче выглядел бы чёрным. Поэтому в картине снимали белый флаг. На копии, предназначенной для премьеры в Большом театре, на 108 кадрах, где появляется флаг, он был вручную выкрашен в красный цвет, что произвело большой эффект на зрителей.
Премьера состоялась в Москве 18 января 1926 года в 1-м Госкинотеатре (ныне — к/т «Художественный»).
Немой фильм был озвучен в 1930 году (при жизни режиссёра С. М. Эйзенштейна), восстановлен в 1950 году (композитор Николай Крюков) и переиздан в 1976 году (композитор Дмитрий Шостакович) на киностудии «Мосфильм» при участии Госфильмофонда СССР и музея С. М. Эйзенштейна под художественным руководством Сергея Юткевича.
В 1926 году оригинальный негатив фильма был продан немецкой фирме Prometheus, которая ещё до вмешательства цензуры внесла в него ряд изменений. Затем по требованию берлинской цензуры из него были вырезаны некоторые кадры. В дальнейшем фильм подвергся цензуре и в СССР: были удалены некоторые кадры и промежуточные титры, слова Л. Д. Троцкого в прологе были заменены цитатой из В. И. Ленина. В 2005 году под общим руководством Фонда «Германская Кинематека» (нем. Deutsche Kinemathek), при участии Госфильмофонда и Российского государственного архива литературы и искусства, авторская версия фильма была восстановлена и озвучена музыкой Эдмунда Майзеля.

## Музыка в фильме
У фильма «Броненосец „Потёмкин“» было несколько музыкальных сопровождений. Из них — музыка Эдмунда Майзеля и Дмитрия Шостаковича.
В СССР фильм вышел на экраны в сопровождении фрагментов из симфоний Л. Бетховена. Эдмунд Майзель написал музыку в 1926 году для европейского проката фильма. По словам Наума Клеймана, в Берлин, где в январе 1926 года состоялась европейская премьера «Броненосца „Потёмкин“», Эйзенштейн привёз пластинки с записью песни «Вы жертвою пали» (под которую в Одессе снималось «Прощание с Вакуленчуком»), а также «Дубинушки» (как музыкальный образ «народной стихии»), чтобы совпали не только ритм, но и настроение. Обе темы Майзель использовал в собственной обработке.
В свою музыку, насыщенную симфоническим развитием, Майзель включил и разнообразные шумы, обогащая таким образом звуковую ткань немого кинофильма, одновременно стремясь привести шумы к некоему ритмическому единству. Это создавало дополнительное эмоциональное воздействие на зрителей.
В 2005 году в Берлине состоялся показ отреставрированной копии фильма с музыкой Майзеля. Александр Трошин писал: «С этой взрывной, бьющей по нервам музыкой (с неумолкающими барабанами, трещотками, каким-то свистом и ещё лязганьем цепи в такт набирающим скорость поршням судового двигателя), музыкой „отвратительной“,— как оценивает раздавленный ею фейхтвангеровский персонаж, но… „не выпускающей вас из-под своей власти“, мне уже довелось однажды смотреть эйзенштейновский фильм: сопровождаемым Дрезденским филармоническим оркестром, им открывали в 1996 году международный кинофорум „Арсенал“ в Риге, посвящённый 100-летию кино. „Дикая“, „резкая“, „таящая угрозу“ (определения Фейхтвангера), музыка Майзеля мне тогда показалась конгениальной эйзенштейновскому творению. Нынешняя встреча с ней, и опять в живом звучании, подтвердила её гипнотическую силу…»
По свидетельству очевидцев, музыка Майзеля настолько поразила Эйзенштейна, что он предложил композитору написать музыку и для его следующего фильма — «Октябрь».
К повторному выпуску фильма в прокат в 1950 году, после того как негативы были возвращены из Германии в СССР, сопроводительную музыку написал Николай Крюков.
В 1976 году в новой редакции фильма в качестве музыкального сопровождения были использованы симфонии Дмитрия Шостаковича № 4, № 5, № 8 и № 10 и № 11 «1905 год». Они так гармонично подошли к изображению, что многие части музыки и фильма совпали практически один к одному.
В 2004 году британская группа Pet Shop Boys представила на Трафальгарской площади в Лондоне свой вариант саундтрека.

## Оценка фильма
- Признан «одним из лучших» — в 1954 году. Признан первым в числе 12 лучших фильмов всех времён и народов по результатам международного опроса критиков в Брюсселе в 1958 году (110 голосов из 117). Первый среди ста лучших фильмов по опросу киноведов мира (1978).
- Завоевал приз на Всемирной выставке в Париже (1926).
- В рейтинге десяти самых значительных фильмов мирового кино, который публикуется британским журналом Sight & Sound каждые десять лет начиная с 1952 года и основывается на мнении более ста киноведов и (с 1992 года) режиссёров из разных стран[15], «Броненосец „Потёмкин“» присутствовал шесть раз, занимая места с третьего по седьмое[16]. В 2012 занял 11-е место, не попав в список. Больше него попадала в этот список только одна картина — «Правила игры» Жана Ренуара.
- Занял третье место в списке журнала Empire «100 лучших фильмов мирового кинематографа», составленном в 2010 году[17] (список не включает англоязычные фильмы).
- Фильм получил высокую оценку министра пропаганды Третьего рейха. На встрече с кинематографистами 28 марта 1933 года Геббельс сказал:

Это чудесный фильм. С кинематографической точки зрения он бесподобен. Тот, кто нетвёрд в своих убеждениях, после его просмотра, пожалуй, даже мог бы стать большевиком. Это ещё раз доказывает, что в шедевр может быть успешно заложена некая тенденция. Даже самые плохие идеи могут пропагандироваться художественными средствами.
— А. В. Васильченко «Прожектор доктора Геббельса. Кинематограф Третьего рейха»
- Фильм был запрещён в Великобритании до 1950-х годов[19].

## Отражение в массовой культуре
Фильм многократно становился объектом цитирования и даже кинопародий, причём в большинстве случаев внимания удостаивалась сцена расстрела на Потёмкинской лестнице и особенно кадр с катящейся коляской, отражённый в десятках фильмов, снятых разными режиссёрами в разных странах. Среди них: снятый в 1935 году документальный фильм «Одесса»; «Возвращение „Броненосца“» Геннадия Полоки (1996, Россия-Белоруссия), «Гуд бай, Ленин!» Вольфганга Беккера (2003, Германия), «Kebab Connection» Анно Зауля (2005, Германия), «Голый пистолет 33⅓: Последний выпад» Питера Сигала (1993, США), «Неприкасаемые» Брайана де Пальмы (1987, США), «Бразилия» Терри Гиллиама (1985, США), мультсериал «Симпсоны» (серия Treehouse of Horror XI), а также во второй главе «Оно», во время разговора Билла и Беверли в отеле, с лестницы начинает скатываться скейтборд и др.
Наиболее подробное пародийное отражение знаменитый фильм нашёл в двух кинокомедиях:
- В 1976 году итальянский режиссёр и актёр Паоло Виладжио в одном из эпизодов своей комедии «Второй трагический Фантоцци» вывел фильм под гротескным пародийным названием «Броненосец „Котёмкин“ Сергея Эйнштейна». Эпизод заключался в том, что начальник мелкого клерка Фантоцци (героя комедии), будучи страстным поклонником великого фильма, принуждает всех своих подчинённых каждый вечер после работы смотреть этот фильм и обсуждать его. Никто не смеет возразить начальнику, хотя все возмущены его самодурством. Первым не выдерживает Фантоцци, который на очередном сеансе на весь зал восклицает: «Это же редкое дерьмище!» Взбунтовавшиеся служащие сжигают плёнку с надоевшим фильмом, а начальник оказывается в заложниках. Но вскоре его освобождают, и он, мстя своим служащим, заставляет их заново переснять фильм. Сам Фантоцци снимается в сцене с коляской, играя младенца.
- В 1987 году польский режиссёр-экспериментатор Збигнев Рыбчинский снял короткометражный фильм «Лестница». Благодаря современной телевизионной технике он смог ввести героев своего произведения внутрь кадра одной из сцен фильма «Броненосец Потёмкин». По сюжету ленты, гостям сверхсовременной телевизионной студии экскурсовод предлагает увлекательное путешествие внутрь изображения сцены расстрела на Потёмкинской лестнице.[источник не указан 2732 дня]
- В 1988 году польский кинорежиссёр Юлиуш Махульский в своей гангстерской комедии «Дежа вю», действие которой происходит в Одессе летом 1925 года, цитирует фильм. Главные герои — киллер Поллак и его жертва, главарь мафии Нечипорук — случайно оказываются на съёмочной площадке фильма, и им приходится участвовать в съёмках знаменитой сцены расстрела на Потёмкинской лестнице. В этой пародийной сцене, чтобы добраться до своей жертвы, киллер Поллак вынужден играть жандармского офицера, командующего расстрелом, а мафиози Нечипорук в роли безногого матроса пытается скрыться от него. В погоне за Нечипоруком Поллак случайно сталкивает с лестницы детскую коляску. Заметив это, Эйзенштейн в озарении велит оператору скорее снимать этот кадр и использует действие Поллака как свою гениальную режиссёрскую находку.

Сцена расстрела на Потёмкинской лестнице была спародирована в клипе группы «Океан Ельзи» «Там, де нас нема» (с укр. — «Там, где нас нет»).

### В литературе
Съёмки фильма в Одессе были отражены в повести Алексея Каплера «Возвращение „Броненосца“».

### В филателии
- К 40-летию выхода на экраны фильма «Броненосец „Потёмкин“» была выпущена почтовая марка СССР 1965 года ( (ЦФА [АО «Марка»] № 3257)), на которой представлен кадр из фильма, показывающий эпизод восстания: на первом плане матрос Вакуленчук (актёр Александр Антонов).
- Фрагмент кадра из фильма изображён на почтовой марке СССР 1979 года, посвящённой 60-летию советского кино и XI Московскому международному кинофестивалю.
- Фильму был также посвящён маркированный конверт СССР[20].

- Почтовая марка СССР. 1965. Советское киноискусство. Броненосец «Потёмкин». Номер в каталоге ЦФА 3257
- 60 лет Советскому кино
- Почтовая марка, 2000 год